# Station Sain-Bel
Station Sain-Bel is een spoorwegstation in de Franse gemeente Sain-Bel.